# Sadza (EP)
Sadza – minialbum piosenkarki Brodki. Wydawnictwo ukazało się 28 października 2022 nakładem wytwórni muzycznej Kayax.
Album zadebiutował na 8. miejscu polskiej listy sprzedaży – OLiS. Materiał promowały single: „Sadza”, „Monika” oraz „Wpław".
W marcu 2023 wydawnictwo uzyskało 4 nominację do nagrody polskiego przemysłu fonograficznego Fryderyka w kategorii: album roku alternatywa, teledysk roku („Sadza”), wokalistka roku, utwór roku - „Sadza". Nominację uzyskał również producent albumu - 1988 (Przemysław Jankowiak). Ostatecznie zdobyło nagrody za teledysk roku oraz album roku alternatywa.
30 marca 2023 ukazała się na winylu wersja deluxe płyty. 

## Lista utworów
1. Wpław
2. Taka to zima
3. Sadza
4. Utrata
5. Monika
6. Hydroterapia feat. Zdechły Osa
7. Outro

## Lista utworów(Sadza Delux)
1. Wpław
2. Taka to zima
3. Sadza
4. Utrata
5. Monika
6. Hydroterapia feat. Zdechły Osa
7. Outro
8. Wpław – Skalpel Rework
9. Taka to zima - Coals Rework
10. Sadza - 1988 Rework
11. Utrata – TONFA Rework
12. Monika – Błażej Król Rework
13. Hydroterapia – schafter Rework
14. Jezioro szczęścia feat. Rosalie. – Bonus Track